# 马士理
马士理（法語：Pierre de Margerie，1861年—1942年），又译为马士礼，法国外交官。
马士理于1883年起从事外交工作，1907年任法国驻暹罗公使，1909年任法国驻华公使。1912年回到巴黎的法国外交部工作。1914年德国对法国宣战时他任政治与商业事务处（Affaires Politiques et Commerciales）主任。1919年出任法国驻比利时大使。1922年至1931年时担任法国驻德国大使。1931年退休。